# Proèdre (Empire byzantin)
Pour l’article homonyme, voir Proèdre.

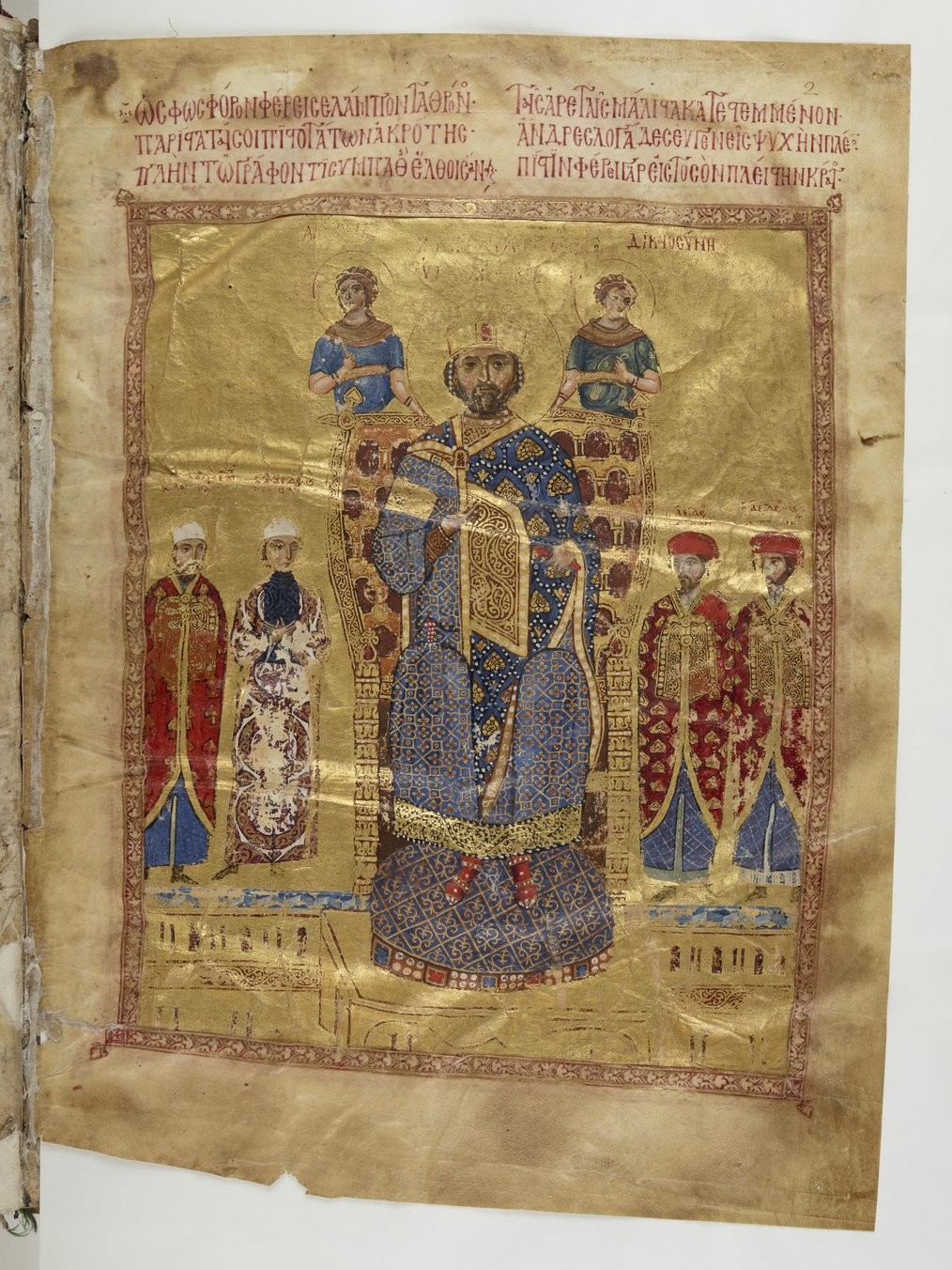
L'empereur Nicéphore III entouré des principaux dignitaires de sa cour, tous des proedroi : à partir de la gauche, le proedros et epi tou kanikleiou, le prōtoproedros et prōtovestiarios (sans barbe donc un eunuque), le proedros et dekanos, et le proedros et megas primikērios (1074-1081, BnF).

Le proèdre (en grec πρόεδρος, proedros, « président ») est un haut dignitaire de la cour byzantine du Xe au milieu du XIIe siècle. La forme féminine est proedrissa (προέδρισσα). La dévalorisation du titre conduit ultérieurement à la création de celui de protoproèdre (πρωτοπρόεδρος, prōtoproedros, « premier proèdre »).

## Histoire
Le titre est créé dans les années 960 par Nicéphore II Phocas en faveur de Basile Lécapène, l'eunuque parakoimōmenos. Il est alors placé haut dans la hiérarchie de la cour, venant immédiatement après la zostē patrikia, et avant le magistros, ce qui en fait le plus haut titre non-impérial ouvert aux hommes. Il semble avoir été restreint aux eunuques jusqu'au milieu du XIe siècle, lorsqu'il s'ouvre à l'ensemble de l'aristocratie. Son titulaire est également président du Sénat (ὁ πρόεδρος τῆς συγκλήτου). Le terme proedros est par ailleurs souvent utilisé pour indiquer une préséance au sein de certaines fonctions, par exemple proedros des notarioi pour le prōtonotarios. Le titre ayant été largement conféré après son ouverture, celui de prōtoproedros (πρωτοπρόεδρος, « premier proèdre ») est établi pour distinguer les principaux titulaires. Ils disparaissent tous deux à la fin du XIIe siècle.
Selon le De ceremoniis de Constantin VII Porphyrogénète (r. 913–959), les vêtements et insignia du proedros dans les années 960 sont une tunique rose brodée d'or, une ceinture incrustée de gemmes, et une chlamys blanche tressée d'or, avec deux tablia d'or et des feuilles de lierre. Selon P. Lemerle, le proèdre touche une roga de 28 £.

### Sources primaires
- Constantin VII Porphyrogénète, De Ceremoniis.

### Sources secondaires
- Rodolphe Guilland, Recherches sur les institutions byzantines, vol. II, Berlin, Akademie Verlag, 1967.
- (en) Alexander Kazhdan (dir.), Oxford Dictionary of Byzantium, New York et Oxford, Oxford University Press, 1991, 1re éd., 3 tom. (ISBN 978-0-19-504652-6 et 0-19-504652-8, LCCN 90023208).
- (en) Ioannis Spatharakis, The Portrait in Byzantine Illuminated Manuscripts, Leiden, E. J. Brill, 1976, 287 p. (ISBN 978-90-04-04783-9, lire en ligne).
- Paul Lemerle, « Roga et rente d’état », REB 25, 1967, p. 94-96.